# Сарајбурну
Сарајбурну (тур. Sarayburnu, што значи Дворски рт) је рт четврт која раздваја Златни рог и Мраморно море у Истанбулу. Ово подручје је место где се налазе палата Топкапи и парк Гулхане. Сарајбурну је уврштен у историјска подручја Истанбула, додат на Унескову листу светске баштине 1985.

## Историја
Прво насеље на Сарајбурну датира још из неолита, око 6600 п. н. е. Насеље је трајало скоро миленијум пре него што га је потопио пораст нивоа мора; међутим, можда је био померен и даље у унутрашњост. Артефакти из овог насеља пронађени током ископавања показују неке од изразитих карактеристика других артефаката пронађених у другим ископавањима у северозападном делу Турске.
Друго насеље на Сарајбурну, названо Лигос, основала су трачка племена између 13. и 11. века пре нове ере, заједно са суседном Семистром, коју је Плиније Старији помињао у својим историјским записима. До данас је сачувано само неколико зидова и подконструкција које припадају Лигосу, у близини локације на којој се сада налази чувена палата Топкапи. Током периода античке Византије, Акропољ је стајао на месту где се данас налази палата Топкапи.
Према легенди, 667. п. н. е. стари грчки досељеници из Мегаре (код Атине) под командом краља Бизаса основали су Византију у Сарајбурну. Раније, 685. п. н. е. Мегаранци су успоставили Халкидон (данашњи Кадикој) на обали Анадолије, преко Босфора. У ствари, најстарија насеља у данашњем Истанбулу налазе се на анадолској страни; као што је хумка Фикиртепе која датира из периода енеолита (бакарно доба), са артефактима који датирају од 5500. до 3500. године п. н. е. У оближњем Кадикоју (древни Халкидон), откривено је велико лучко насеље које потиче из времена Феничана (које претходи Мегаранском насељу).
У антици су постојале две природне луке у области у близини Сарајбурнуа где се налазе данашње четврти Сиркеци и Еминону (луке Просфорион и Неорион, које су се увлачиле у обалу Златног рога) Због ове формације, тачка од Сарајбурну је био упадљивији него данас. У каснијим периодима ова област је била тачка конвергенције за морске бедеме Златног Рога и Мраморног мора. У периоду Византије ова област је на грчком језику била позната као Хагиос Деметриос.
Током изградње железнице у касном османском периоду, 1871. године, градске зидине области Сарајбурну су делимично срушене, али су у неким деловима још увек нетакнуте – посебно близу палате Топкапи, која је подигнута у 15. веку за Османску династију. Значајни парк Гулхане налази се одмах поред палате.